# Суюмбаєв Ахматбек Суттубайович
Ахматбек Суттубайович Суюмбаєв (кирг. Акматбек Сүттүбаевич Сүйүмбаев; 17 грудня 1920 — 14 лютого 1993) — киргизький радянський партійний діяч, голова Ради міністрів Киргизької РСР у 1968—1978 роках. Кандидат у члени ЦК КПРС у 1971—1981 роках. Депутат Верховної ради СРСР 6—9-го скликань.

## Життєпис
Народився в селянській родині. 1942 року вступив до лав КПРС. 1954 року закінчив Всесоюзний заочний фінансовий інститут за спеціальністю бухгалтер бюджету, економіст.
У 1938—1939 роках працював бухгалтером, потім головним бухгалтером бюджету окружного фінансового відділу Наринського міського фінансового відділу (Тянь-Шанська область).
Від 1939 до 1940 року проходив військову службу на посадах рядового, потім командира відділення 23-ї стрілецької дивізії Харківського військового округу. Від серпня 1940 року — старшина роти 17-го дисциплінарного батальйону (Прибалтійський військовий округ).
Брав участь у німецько-радянській війні:
- червень-вересень 1941 року — старшина роти 19-го стрілецького полку 91-ї стрілецької дивізії Північно-Західного фронту;
- від вересня 1941 року — старшина роти, командир взводу загороджувального загону 33-ї стрілецької дивізії Калінінського, 2-го Прибалтійського фронтів;
- від січня 1945 року — командир взводу, роти 33-ї стрілецької дивізії, 1-го Білоруського фронту.

Після завершення війни продовжував службу в армії на посаді командира роти навчального батальйону 33-ї стрілецької дивізії Групи радянських військ у Німеччині. Від листопада 1946 року — заступник командира батальйону 289-го стрілецького полку 207-ї стрілецької дивізії.
Від 1947 року на партійній роботі:
- 1947—1948 — секретар виконавчого комітету Кизил-Аскерської ради депутатів Фрунзенської області;
- 1948—1949 — заступник завідувача Фрунзенського міського фінансового відділу, завідувач Первомайського районного фінансового відділу міста Фрунзе;
- 1949—1950 — начальник сектору податків Фрунзенського міського фінансового відділу;
- 1950—1953 — завідувач Первомайського районного фінансового відділу міста Фрунзе;
- 1952—1954 — начальник управління податків і зборів міністерства фінансів Киргизької РСР;
- 1954—1955 — завідувач обласного фінансового відділу міста Пржевальська;
- 1955—1960 — міністр фінансів Киргизької РСР;
- 1960—1962 — голова виконавчого комітету Ошської обласної ради депутатів;
- 1962—1968 — перший секретар Ошського обласного комітету Компартії Киргизстану;
- 1968—1978 — голова Ради міністрів Киргизької РСР;
- 1978—1984 — міністр комунального господарства республіки.

У жовтні 1984 року вийшов на пенсію, отримавши статус персонального пенсіонера союзного значення.